# Anyphops bechuanicus
Anyphops bechuanicus là một loài nhện trong họ Selenopidae.
Loài này thuộc chi Anyphops. Anyphops bechuanicus được George Newbold Lawrence miêu tả năm 1940.